# Сардер

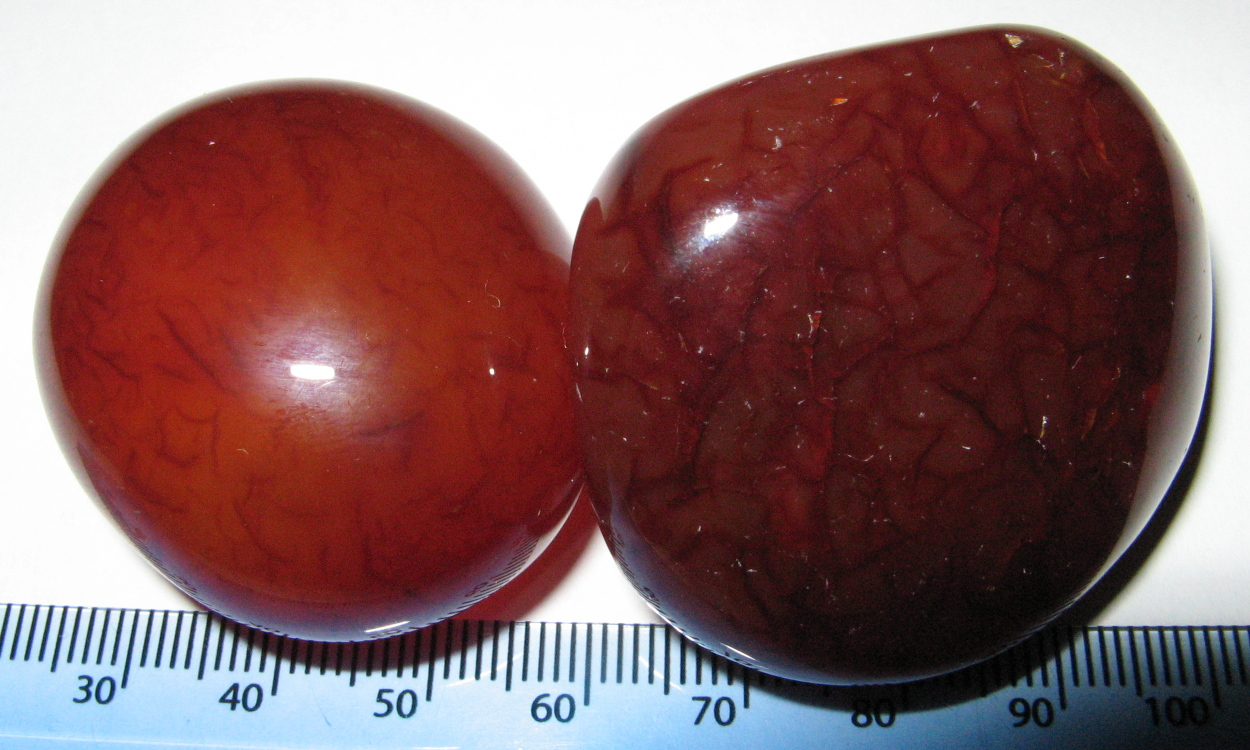
Два сардери

Сардер (англ. sarder, sard; нім. Sard, Sardachat, Sarder) — напівкоштовний напівпрозорий халцедон, який має каштаново-бурі, оранжево-бурі й червонувато-коричневі відтінки. 

## Загальний опис
Виробний та ювелірно-виробний камінь.
Аналог карнеолу. За назвою м. Сардіса — столиці стародавнього Лідійського царства в Малій Азії. Інша версія — від араб. «сард» — жовтий. Синоніми: сардіон, сард, сардагат (сард-агат).

## Різновиди
Розрізняють:
- сард-агат (шаруватий різновид агату),
- сардуїн (штучно зафарбований сардер, який отримують із сірого халцедону, просочуючи його розчином випаленого цукру, ювелірний камінь).